# Cymbachina albobrunnea
Cymbachina albobrunnea (Urquhart, 1893) è un ragno appartenente alla famiglia Thomisidae.
È l'unica specie nota del genere Cymbachina.

## Distribuzione
L'unica specie oggi nota di questo genere è stata rinvenuta in Nuova Zelanda.

## Tassonomia
Dal 1933 non sono stati esaminati altri esemplari, né sono state descritte sottospecie al 2014.